# Acnemia nitidicollis
Acnemia nitidicollis es una especie de mosquito del género Acnemia, de la familia Mycetophilidae, orden Diptera. Fue descrita por Meigen en 1818.
Mide 3-4 mm de longitud; sus alas miden 2,5-3,5 mm de longitud. Se distribuye por Europa: Noruega, Reino Unido, Finlandia, Alemania, Países Bajos, Suecia, Estonia, Italia y Francia.